# Джон Робисън
Джон Робисън (на английски: John Robison) е шотландски физик, професор по естествена философия в Единбургския университет. От 1773 г. до смъртта си, в продължение на над 20 години, е бил генерален секретар на Единбургското кралско дружество.
Джон Робисън пръв експериментално установява обратнопропорционалната зависимост между електричната сила и квадрата от разстоянието, още през 1769 г. Но той, както и Хенри Кавендиш, не публикуват резултатите си, така че ролята на първооткривател остава на Шарл Кулон.
Джон Робисън е виден анти-масон, един от основателите на теорията на конспирацията. През 1797 г. той публикува книгата си „Доказателства за тайния заговор срещу всички религии и правителства на Европа“. В нея обвинява илюминатите, че са организатори на Френската революция.